# Pseudogekko brevipes
Pseudogekko brevipes — вид геконоподібних ящірок родини геконових (Gekkonidae). Ендемік Філіппін.

## Поширення і екологія
Pseudogekko brevipes мешкають на островах Бохоль, Лейте і Самар в групі Вісайських островів в центральній частині Філіппінського архіпелагу. Вони живуть у вологих тропічних лісах, віддають перевагу діптерокарповим і пандановим заростям. Зустрічаються на висоті від 300 до 1100 м над рівнем моря.

## Збереження
МСОП класифікує цей вид як вразливий. Pseudogekko brevipes загрожує знищення природного середовища.